# Фрідріх Вільгельм Мурнау
Фрідріх-Вільгельм Мурнау (нім. Friedrich Wilhelm Murnau, 28 грудня 1888 — 11 березня 1931) — німецький кінорежисер періоду німого кіно.

## Біографія
Фрідріх-Вільгельм Плумпе (Plumpe) народився 28 грудня 1888 року в містечку Білефельд у Німеччині. Батько Генріх Плумпе, виробник текстилю, був одружений удруге на матері хлопчика, Отілії, яка була вчителькою. Фрідріх мав двох рідних братів (Роберт та Бернхард) і двох прийомних сестер (Іда та Анна). Сім'я переїхала з Білефельда до Касселя в 1891—1892 роках. 1907 року Фрідріх став студентом Берлінського університету, але згодом перевівся до Гайдельберзького. Вивчав там німецьку та французьку філологію, відвідував лекції з історії мистецтв. Там познайомився та здружився з Гансом Еренбаумом-Дегеле — однокурсником, сином відомого берлінського банкіра. Ганс познайомив Фрідріха з богемною субкультурою Берліна. Творча діяльність Мурнау розпочалася з роботи театральним актором. Спочатку він був запрошений Максом Рейнгардтом до своєї школи й навчався там акторській майстерності. З 1912 року він є актором Німецького театру. А з 1914-го став помічником режисера в його труппі. Перша світова війна поставила крапку в театральній кар'єрі Мурнау. Він був призваний до армії й після служби на Західному фронті став у 1915 році командиром батальйону в Латвії. На Західний фронт Мурнау повернувся в 1917 році як радист і спостерігач у повітряних силах. Він був інтернований до Швейцарії в 1918 році й там написав свій перший сценарій. 1919 року повернувся до Берліна, де мати його загиблого на російському фронті друга Ганса Еренбаума-Дегеле запросила Мурнау жити на її віллі в Грюневальді.

## Творчість
Відтоді Мурнау починає працювати режисером. Перший фільм — драма «Хлопчик у блакитному» (Der Knabe in Blau, інша назва — «Смарагд смерті») — був знятий у співдружності з Ернстом Хофманном, колишнім колегою по Німецькому театру, який був також продюсером і провідним актором фільму.
До кінця 1921 року Мурнау зняв 10 художніх фільмів, у п'яти з яких грав його колега та друг по театру Рейнхардта Конрад Фейдт. Серед них вирізняється стрічка «Голова Януса — трагедія на грані дійсності» (Der Januskopf — Eine Tragödie am Rand der Wirklichkeit, інші назви — «Жах», «Таємниця сера О'Коннора»), вільна екранізація сюжету «Дивна історія доктора Джекіла та містера Гайда» за Р. Л. Стівенсоном. Загалом ранні фільми Мурнау були фільмами жахів, попит на які був надзвичайно високим у післявоєнні роки. Три з десяти фільмів періоду 1919—1921 років існують і досі, а сім вважаються втраченими.
Всесвітню славу Фрідріх Мурнау здобув завдяки революційній для свого часу експресіоністській стрічці «Носферату. Симфонія жаху» (Nosferatu, eine Symphonie des Grauens). Головну роль у цій фантазії на тему роману Брема Стокера «Дракула» зіграв Макс Шрек. Настрій фільму був створений не лише самим режисером, а й значною мірою сценаристом Генріком Галеєном та дизайнером по костюмах і художником Альбіном Грау (Albin Grau). Альбін Грау навіть створив для цього студію «Прана-фільм» (Prana-film), однак «Носферату» став першим і останнім фільмом, знятим на цій студії. Кіносвіт і досі зазнає впливу кінематографічної традиції, започаткованої Мурнау цією стрічкою. Її прямим продовженням є, наприклад, фільми «Носферату — привид ночі» режисера Вернера Герцога (1979) та «Тінь вампіра» Еліаса Мериджа (2000).
У фільмі «Привид» за романом Гергарта Гауптмана, Мурнау використовує новаторський засіб — «суб'єктивну камеру», коли фільм знімається ніби «очима» персонажа. Його герой — дрібний чиновник із багатою уявою, який часто бачить реальність прикрашеною своїми нестримними фантазіями та страждає від невзаємного кохання.
Ще однієї вершини Мурнау досягає у фільмі «Остання людина» (Der letzte Mann) — безтитровій камерній драмі про старого швейцара (класична роль Еміля Яннінгса), що звільнений зі служби й переживає важку психологічну кризу. Цю стрічку часто називають найкращим і найглибшим твором режисера. Зйомки велися студією УФА (UFA) в Бабельсбергу в травні 1924 року. Це четверта з семи робіт Мурнау в співдружності з Карлом Майєром, одним із найвідоміших сценаристів Німеччини 20-х років XX століття.
Далі Мурнау звертається до екранізації класичних творів і ставить фільми «Тартюф» (Herr Tartüff) та «Фауст» (Faust — Eine deutsche Volkssage), у кожному з яких знову блискуче грає Еміль Яннінгс. У «Тартюфі» він знову співпрацює з Еріхом Поммером, який продюсував «Останню людину», а Карл Майєр перетворює мольєрівську комедію на «фільм у фільмі». Студія УФА відкрила новий Берлінський кінотеатр Gloria Palast німецькою прем'єрою «Тартюфа», презентуючи фільм Мурнау як головну громадську подію. «Тартюф» задумувався як грандіозний проект міжнародного ринку кіно. Бюджет стрічки сягнув 2 млн марок. Історія «Фауста» Гете задумувалась як гарантія витонченості та успішності кінематографу Німеччини. Це був останній фільм, знятий Мурнау для студії УФА.
Після свого першого візиту до США, у січні 1925 року, Мурнау підписав контракт із продюсером Вільямом Фоксом. Коли в Берліні відбувалася прем'єра «Фауста» в жовтні 1926-го, Мурнау вже переїхав до США й почав працювати в Голлівуді. Влітку 1927-го він знову приїхав до Берліна задля перемовин з УФА, але проекти, що задумувалися з УФА, не матеріалізувалися. Вдруге він поїхав до США в червні 1926 року, щоб почати роботу над своїм першим американським фільмом «Схід: Пісня двох людей». Це розповідь про чоловіка, звабленого жінкою з великого міста, який заради кохання до неї намагається вбити свою дружину. Фільм був створений на замовлення голлівудської кіностудії «Фокс» (Fox Film Studios). Сценарій, як було записано цю вимогу в контракті, писав Карл Майєр. Одразу після заснування нагороди Оскар фільм отримав її в кількох номінаціях (зокрема з формулюванням «Видатна художня постановка») та згодом неодноразово вносився до списків найзначущіших кінофільмів усіх часів.
Наступним фільмом Мурнау стала стрічка «Чотири дияволи» (Four Devils) — історія трагічного кохання в цирковому середовищі. Мурнау вимушений був іти на поступки кіностудії «Фокс» та змінювати кінцівку фільму згідно з бажанням глядачів (опитування було проведене самою кінокомпанією). До того ж після виходу на екрани стрічку спробували озвучити, незважаючи на протести самого Мурнау. Дивним чином разом із озвучкою змінилася кінцівка фільму, й озвучена версія була на 3 хвилини довша, ніж німа. Фільм «Міська дівчина» (City Girl), як і «Чотири дияволи», збігся із кризовим для кіно етапом переходу від німого кіно до звукового, тому не мав значного успіху.
Останньою роботою Мурнау став повнометражний документальний фільм «Табу» (Tabu), який він почав знімати на островах південної частини Тихого океану разом із Робертом Флаерті. Обидва поважали творчість один одного й були невдоволені умовами в Голлівуді. Тому з радістю взялися до зйомок фільму за власною уявою. Однак унаслідок творчих розбіжностей із Флаерті Мурнау змушений був закінчувати роботу над картиною самотужки. Коли картина була відзнята, Мурнау перебував на «фінансовій мілині», але компанія «Парамаунт» придбала стрічку й підписала з Мурнау контракт на 10 років. Він повернувся до Лос-Анджелеса для перемовин, збирався бути присутнім на прем'єрі стрічки в Нью-Йорку та поїхати далі у Європу.
Але цього не сталося — 11 березня 1931 року, за тиждень до прем'єри, він загинув у автомобільній катастрофі в Санта-Барбарі (Каліфорнія): його викинуло з машини, й він насмерть розбився об бетонну загорожу. Дивно, але ніхто з його подорожніх не постраждав. Зате миттєво поповзли плітки про те, що він вилетів із машини внаслідок того, що в той момент домагався юного шофера-кубинця. Пліткам повірили, й ім'я Мурнау опинилося під забороною, а на його поховання пришло всього 11 чоловік, серед яких були Еміль Яннінгс, Грета Гарбо, Карл Майєр, Роберт Флаерті, Еріх Поммер та Фріц Ланг.
Похований Фрідріх-Вільгельм Мурнау на кладовищі Waldfriedhof Stahnsdorf у Берліні.

## Особисте життя
Мурнау вступив до лав німецьких військово-повітряних сил радистом у 1916 році. У грудні 1917 року йому довелося здійснити екстрену посадку у Швейцарії де він був інтернований до кінця Першої світової війни.
Фрідріх Вільгельм Мурнау був геєм. Його друг і коханець, поет Ганс Еренбаум-Дегеле, також служив у війні, та загинув на східному фронті в 1915 році. Це справило глибокий вплив на Мурнау, який черпав у своїх фільмах образи з жахів втрат, жертв та насильства війни. Саме Еренбаум познайомив Мурнау з творчістю таких експресіоністів, як Франц Марк та Ельза Ласкер-Шюлер.

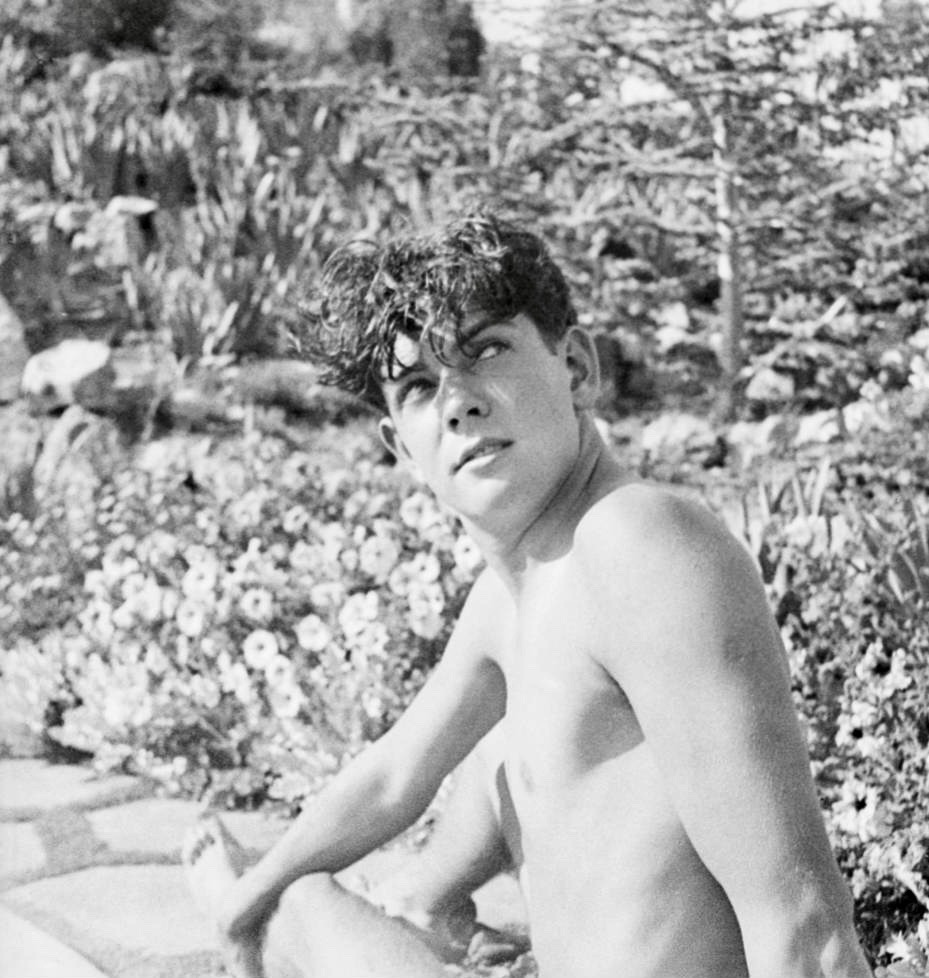
Актор Девід Роллінз на світлині 1927 року авторства Мурнау.

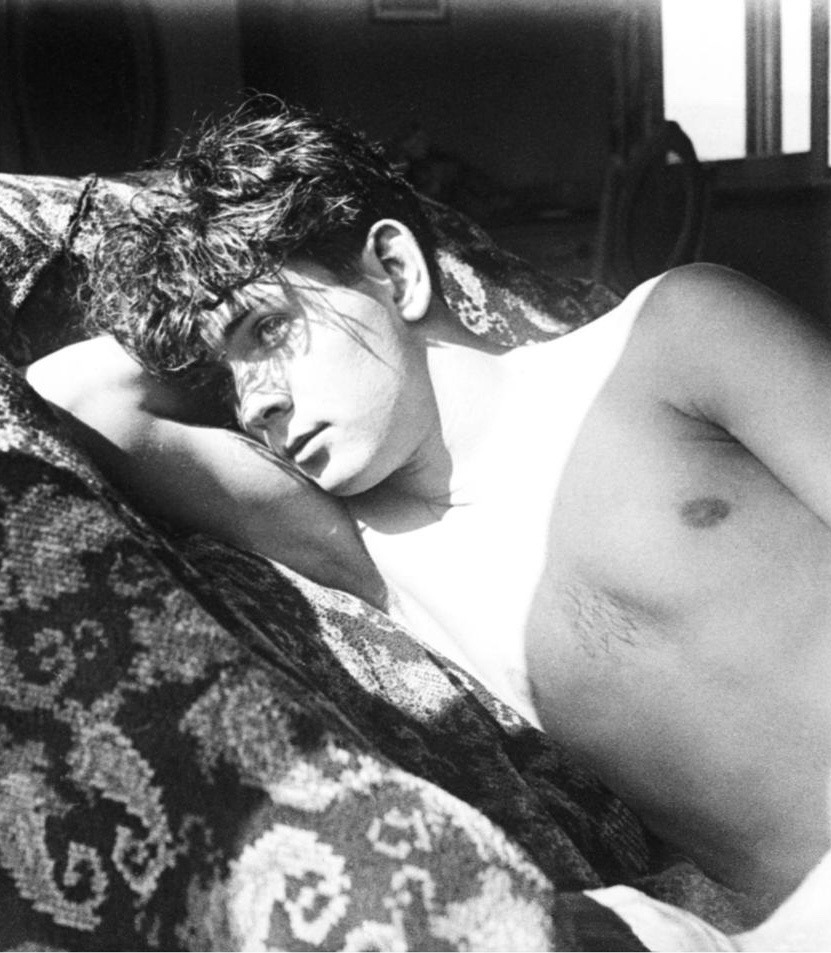
Актор Девід Роллінз на світлині 1927 року авторства Мурнау.

У Голлівуді Мурнау закохався в молодого актора Девіда Роллінза, якого запросив до себе додому. Наприкінці 1927 року Мурнау переконав Роллінза позувати оголеним, а фоном для зйомки слугував басейн і сад замку «Вовче лігво» в Голлівуді. У пізнішому інтерв'ю Роллінз стверджував, що був спантеличений і здивований цим проханням, але почувався достатньо комфортно зі своїм тілом, щоб погодитися.

## Фільмографія
- 1919 — Хлопчик у блакитному / Смарагд смерті (Der Knabe in Blau)
- 1920 — Сатана (Satanas)
- 1920 — Горбань і танцівниця (Der Bucklige und die Tänzerin)
- 1920 — Голова Януса / Двуликий Янус (Der Januskopf)
- 1920 — Вечір — Ніч — Ранок (Abend — Nacht — Morgen)
- 1921 — Темна дорога (Der Gang in die Nacht)
- 1921 — Бажання (Sehnsucht)
- 1921 — Замок Фогельод (Schloß Vogeloed)
- 1922 — Маріца (Marizza)
- 1922 — Палаюча земля
- 1922 — Носферату. Симфонія жаху (Nosferatu, eine Symphonie des Grauens)
- 1922 — Примара (Phantom)
- 1923 — Вигнання (Die Austreibung)
- 1923 — Фінанси великого герцога (Die Finanzen des Großherzogs)
- 1924 — Остання людина (Der Letzte Mann)
- 1926 — Тартюф (Herr Tartüff)
- 1926 — Фауст, німецька народна легенда (Faust — Eine deutsche Volkssage)
- 1927 — Схід: Пісня двох людей
- 1928 — Чотири дияволи (4 Devils)
- 1930 — Міська дівчина (City Girl)
- 1931 — Табу (Tabu)

## Факти з життя
- За згадками сучасників, Мурнау був дуже високого зросту — вище двох метрів.
- Фрідріх-Вільгельм Мурнау став одним із двох головних персонажів фільму Е. Еліаса Мериджа «Тінь вампіра» (2000) — філософсько-фантастичної версії історії зйомок «Носферату. Симфонія жаху». Роль Мурнау в ньому блискуче виконав Джон Малкович.
- На прем'єрі фільму «Чотири дияволи» 2 липня 1928 року серед публіки були розповсюджені анкети. 49 заповнених анкет, які залишилися після смерті Мурнау та зберігаються в Берлінському музеї кіно, містять коментарі не лише щодо героїв фільму та акторів, а й кінцівки фільму. Мурнау був змушений підкоритися й змінити запланований ним фінал на «хеппі-енд».
- Фільм Мурнау «Табу» про життя туземців тихоокеанських островів був спотворений цензурою внаслідок того, що в кадр постійно потрапляли нічим не прикриті груди туземних жінок. В одному з початкових епізодів фільму Пітера Джексона «Кінг-Конг» є прямий натяк на цю історію — один із продюсерів каже про те, що «в таких фільмах глядачам потрібні лише оголені груди».